# 鲁比亚塔巴
鲁比亚塔巴是巴西戈亚斯州的一个市镇。总面积748.273平方公里，总人口19122人，人口密度25.6人/平方公里。